# 維氏鴕鳥
維氏鴕鳥（學名：Struthio wimani）是一種已滅絕的鴕鳥，生存於上新世早期的中國與蒙古。

## 腳註
1. ↑  Zicha, Ondrej (1999)
2. ↑  beautyofbirds.com (2010)